# Форт-Могаве (Аризона)
Форт-Могаве (англ. Fort Mohave) — переписна місцевість (CDP) в США, в окрузі Могаве штату Аризона. Населення — 16 190 осіб (2020).

## Географія
Форт-Могаве розташований за координатами 35°0′1″ пн. ш. 114°34′29″ зх. д. / 35.00028° пн. ш. 114.57472° зх. д. (35.000389, -114.574849). За даними Бюро перепису населення США в 2010 році переписна місцевість мала площу 43,24 км², уся площа — суходіл.

## Демографія
Згідно з переписом 2010 року, у переписній місцевості мешкали 14 364 особи в 5790 домогосподарствах у складі 4139 родин. Густота населення становила 332 особи/км². Було 7179 помешкань (166/км²).
Расовий склад населення:
| - 88,6 % — білих - 1,5 % — азіатів - 1,0 % — корінних американців - 0,9 % — чорних або афроамериканців - 0,1 % — вихідців з тихоокеанських островів - 5,0 % — осіб інших рас |

До двох чи більше рас належало 2,8 %. Частка іспаномовних становила 15,6 % від усіх жителів.
За віковим діапазоном населення розподілялося таким чином: 20,1 % — особи молодші 18 років, 56,8 % — особи у віці 18—64 років, 23,1 % — особи у віці 65 років та старші. Медіана віку мешканця становила 48,3 року. На 100 осіб жіночої статі у переписній місцевості припадало 97,7 чоловіків; на 100 жінок у віці від 18 років та старших — 96,7 чоловіків також старших 18 років.
Середній дохід на одне домашнє господарство становив 54 953 долари США (медіана — 42 418), а середній дохід на одну сім'ю — 61 999 доларів (медіана — 50 486). Медіана доходів становила 40 362 долари для чоловіків та 30 898 доларів для жінок. За межею бідності перебувало 9,0 % осіб, у тому числі 16,4 % дітей у віці до 18 років та 3,4 % осіб у віці 65 років та старших.
Цивільне працевлаштоване населення становило 5281 осіб. Основні галузі зайнятості: освіта, охорона здоров'я та соціальна допомога — 26,8 %, мистецтво, розваги та відпочинок — 22,3 %, роздрібна торгівля — 15,5 %.

## Освіта
Випускників вищої школи відсоток осіб у віці понад 25 років: 80.7 %;

Ступінь бакалавра або вище, відсоток осіб у віці понад 25 років: 12.0 %.

## Нерухомість
```
Відсоток домовласників: 75.4
 
%;
```

Житло в багатоквартирних будівлях, відсоток: 4.5 %;

Середня вартість займаного власниками житла: $187,500;

Домогосподарств: 6,144;

Середній розмір домогосподарства: 2.35.